# D'Entrecasteaux Channel
D'Entrecasteaux Channel är ett sund i Australien. Det ligger i delstaten Tasmanien, i den sydöstra delen av landet, omkring 45 kilometer söder om delstatshuvudstaden Hobart.